# Asociația Grupul nostru
Asociația Grupul Nostru a fost o organizație artistică ce a luat ființă în anul 1930. Membrii fondatori au fost Dan Băjenaru, Constantin Baraschi, Mac Constantinescu, Anastase Demian, Casilda Miracovici, Ștefan Dimitrescu, Gheorghe Ionescu-Sin, Gheorghe Nichita, Alexandru Phoebus, Tache Papatriandafil, Tache Soroceanu, Florica Vasilescu și Margareta Sterian. Acestora li s-au alipit alte personalități ale artei din România, așa cum au fost Aurel Kessler, Constantin C. Constantinescu, Paul Miracovici, Mihai Onofrei și Alexandru Moscu.

## Înființare
O dată cu instalarea Marei crize economice, între artiștii bucureșteni s-au născut polemici aprinse cu privire la greutățiile materiale cu care se confruntau și cu dificultățile întâmpinate în deschiderea de expoziții personale. Toate acestea se întâmplau cu ocazia vernisajului Salonului oficial de grafică din anul 1930. Mai mulți dintre cei care făceau parte din aceeași generație, aflați la un nivel de recunoaștere publică a creației lor, s-au hotărât să participe la expoziții de grup care să aibă o ștachetă calitativă ridicată. Ca urmare a unor discuții aprinse purtate într-un atelier, au dat naștere a asociației intitulate Grupul nostru.
Noua asociație artistică și-a început manifestările fără a avea un program bine definit, singura ei opțiune fiind regularitatea anuală în organizarea de expoziții.
În luna martie a anului 1931 s-a deschis prima expoziție de grup în Sala Ileana. Deoarece la eveniment nu au fost invitați și artiști din afara societății, pe simeze au fost prezente doar lucrările membrilor fondatori: Dan Băjenaru, Constantin Baraschi, Mac Constantinescu, Anastase Demian, Casilda Miracovici, Ștefan Dimitrescu, Gheorghe Ionescu-Sin, Gheorghe Nichita, Alexandru Phoebus, Tache Papatriandafil, Tache Soroceanu, Florica Vasilescu și Margareta Sterian.

## Manifestări expoziționale
Din cauza stării de pauperizare generală generată de criza economică, nu s-au vândut prea multe lucrări și reacțiile presei au fost laconice. Ținând cont că fiecare dintre expozanți nu-și permiteau să organizeze singuri o expoziție personală și că o manifestare anuală era cu atât mai necesară, grupului fondator li s-au mai alăturat Aurel Kessler, Constantin C. Constantinescu, Paul Miracovici, Mihai Onofrei și Alexandru Moscu. Împreună cu aceștia s-a organizat a doua manifestare în luna februarie 1932 în Sala Mozart. Cum nici cu ocazia acestei expoziții nu s-a coagulat o reacție pozitivă din partea publicului amator de artă sau a crinicii plastice, fondatorii erau dispuși să abandoneze organizația. Situația economică dificilă le-a impus, totuși, o solidaritate de expunere. Ca atare, a treia expoziție pe care au deschis-o în anul 1933 în Sala Ileana a avut ca protagoniști pe Constantin Brâncuși, Nina Arbore, Borgo Prund, Dan Băjenaru, Hrandt Avakian, Ștefan Constantinescu, Alexandru Moscu, Aurel Kessler, Gheorghe Nichita, Paul Miracovici, Tache Papatriandafil, Milița Pătrașcu, Tache Soroceanu, Vasile Popescu și Alexandru Phoebus.
Manifestarea din anul 1933 a fost și ea urmărită de ghinion într-un mod similar celor din anii trecuți. Evenimentul nu a atras nici achiziții substanțiale, nici simpatii, nici elogii ale presei. Consecința a fost predictibilă și a dus la o sucombare aparentă a grupului, deoarece în anul 1934 nu s-a mai organizat nicio expoziție. Cu toate acestea, țelurile comune și prieteniile legate între artiști au făcut ca în anul 1935 să se deschidă a patra expoziție la Sala Mozart. De această dată, a fost un succes. Cronicile plastice au făcut epocă și colecționarii au fost interesați în achiziții.
Reușita din anul 1935 a făcut ca în luna ianuarie 1936 să fie un nou vernisaj la Sala Dalles la care au participat: Mac Constantinescu, Ștefan Constantinescu, Constantin Baraschi, Dan Băjenaru, Tache Papatriandafil, Tache Soroceanu, Lucian și Otti Grigorescu, Artium Avachian, Casilda și Paul Miracovici, Alexandru Moscu, Gheorghe Nichita și Alexandru Phoebus.
Asociația Grupul nostru a mai deschis manifestări expoziționale și în următorii patru ani 1937, 1938, 1939 și 1940, în aceeași componență, dar nu au mai atins succesul financiar din anul 1936. Cu toate acestea s-a obținut motiv de satisfacție a membrilor grupării. 
Dizolvarea asociației a fost cauzată de dispersarea societarilor prin diferite părți ale României, ei fiind concentrați în Armata română din cauza începerii celui de al doilea război mondial.